# Сікора андійська
Сіко́ра андійська (Leptasthenura andicola) — вид горобцеподібних птахів родини горнерових (Furnariidae). Мешкає в Андах.

## Підвиди
Виділяють п'ять підвидів:
- L. a. certhia (Madarász, 1903) — Кордильєра-де-Мерида (західна Венесуела);
- L. a. extima Todd, 1916 — Сьєрра-Невада-де-Санта-Марта (північна Колумбія);
- L. a. exterior Todd, 1919 — Східний хребет Колумбійських Анд на півночі країни (Бояка і Кундінамарка);
- L. a. andicola Sclater, PL, 1870 — Центральний хребет Анд в Колумбії (на південь від Толіми) і Еквадорі;
- L. a. peruviana Chapman, 1919 — Анди на заході і півдні Перу (від Анкаша до Арекіпи і Пуно), на півночі Болівії (Ла-Пас) та на півночі Чилі (Тарапака).

## Поширення і екологія
Андійські сікори мешкають у Венесуелі, Колумбії, Еквадорі, Перу, Болівії і Чилі. Вони живуть у високогірних чагарникових заростях, у вологих гірських тропічних лісах Polylepis та на високогірних луках парамо. Зустрічаються на висоті від 3000 до 4500 м над рівнем моря. Живляться комахами. яких шукають серед рослинності.